# Adriano Alberti

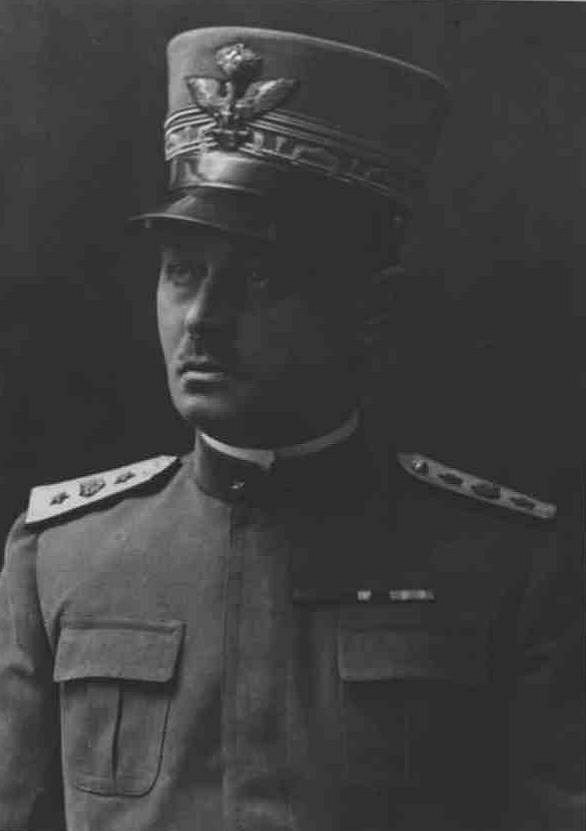
Adriano Alberti

Adriano Alberti (* 12. Februar 1870 in Mailand; † 9. November 1955 in Turin) war ein italienischer Generalleutnant, Militärschriftsteller und Senator.

## Leben
Adriano Alberti, der ohne Vater bei seiner Mutter Fortunata Alberti aufwuchs, besuchte die Scuola militare und absolvierte eine Offiziersausbildung an der Accademia militare, die er am 5. Oktober 1888 abschloss. Im Anschluss wurde er Offizier der Eisenbahningenieurtruppe des Heeres im Königreich Italien (Regio Esercito). 1902 war er Absolvent der Scuola di guerra. Er erhielt am 29. Dezember 1910 das Ritterkreuz des Orden der Krone von Italien sowie am 3. April 1913 das Ritterkreuz des Ritterorden der hl. Mauritius und Lazarus. Er nahm zwischen 1915 und 1918 am Ersten Weltkrieg teil und wurde während des Krieges am 18. Juli 1915 zum Oberstleutnant (Tenente colonnello) sowie am 14. April 1917 zum Oberst (Colonnello) befördert, wobei diese Beförderung auf den 23. Februar 1917 zurückdatiert wurde. Für seine Verdienste im Ersten Weltkrieg sowie als Offizier erhielt das Kriegskreuz für militärische Verdienste (Croce di guerra al valor militare), das Kriegsverdienstkreuz (Croce al merito di guerra), die Erinnerungsmedaille an den italienisch-österreichischen Krieg (Medaglia commemorativa della guerra italo-austriaca 1915–1918), die Interalliierte Siegesmedaille (Italien) (Medaglia interalleata della Vittoria) sowie die Gedenkmedaille zur Einheit Italiens (Medaglia commemorativa dell’Unità d’Italia) sowie das Kreuz für den Militärdienst in Gold (Croce d’oro per anzianità di servizio militare).
Alberti, der am 29. Januar 1922 das Offizierskreuz sowie am 15. März 1923 die Würde eines Kommandeurs des Ordens der Krone von Italien erhielt, wurde am 1. Juni 1924 zum Brigadegeneral (Generale di brigata) befördert. Im Anschluss war er zwischen dem 1. Juni 1924 und dem 15. November 1925 Kommandeur der Brigade Pavia. Am 15. Januar 1925 erhielt er zudem das Offizierskreuz des Ritterordens der hl. Mauritius und Lazarus und war vom 15. November 1925 bis zum 2. Dezember 1928 Kommandeur der Brigade Granatieri di Sardegna. Am 2. Dezember 1928 erfolgte seine Beförderung zum Generalmajor (Generale di divisione), wobei diese auf den 28. November 1928 zurückdatiert wurde. Im Anschluss war er zwischen dem 2. Dezember 1928 und dem 1. Februar 1933 Kommandeur der Territorialdivision Catanzaro und wurde für seine Verdienste am 25. Oktober 1932 auch Großoffizier des Ordens der Krone von Italien. Er erhielt am 25. Januar 1933 seine Beförderung zum Generalleutnant (Generale di corpo d’armata) und befand sich daraufhin zwischen dem 1. Februar und dem 18. März 1933 kurzzeitig zur besonderen Verwendung. Im Anschluss war er vom 18. März 1933 bis zum 2. Dezember 1936 Kommandeur der Truppen auf Sizilien und wurde am 15. Januar 1934 auch Kommandeur des Ritterordens der hl. Mauritius und Lazarus. Am 14. November 1935 wurde ihm zudem das Großkreuz des Ordens der Krone von Italien verliehen. Nachdem er vom 12. Februar 1936 bis zum 1. Januar 1940 ohne besondere Verwendung war, schied er am 1. Januar 1940 aus dem aktiven Militärdienst.
Zwischenzeitlich wurde Adriano Alberti am 17. April 1939 auf Vorschlag des Kriegsministeriums zum Mitglied des Senats des Königreichs (Senato del Regno) ernannt, dem er bis zum 5. August 1943 angehörte. Während seiner Senatszugehörigkeit war er zwischen dem 17. April 1939 und dem 5. August 1943 Mitglied der Kommission für nationale Bildung und Volkskunst (Commissione dell’educazione nazionale e della cultura popolare).
Noch 1944 wurde Alberti vom Obersten Gerichtshof für Sanktionen gegen den Faschismus ACGSF (Alta Corte di Giustizia per le Sanzioni contro il Fascismo) als Mitglied des Senats angeklagt. Den Senatoren wurde vorgeworfen, dass diese dafür verantwortlich waren, den Faschismus aufrechtzuerhalten und den Krieg sowohl mit ihren Stimmen als auch mit individuellen Aktionen zu ermöglichen, einschließlich Propaganda, die außerhalb und innerhalb des Senats ausgeübt wurde. Mit 31. Juli 1944 verlor er daraufhin seinen Senatssitz. Das Urteil wurde am 8. Juli 1948 in letzter Instanz vom Obersten Kassationsgerichtshof bestätigt. Aus seiner Ehe mit Sofia Paolina Palma di Cesuola gingen die vier Söhne Fortunato, Fiorenzo, Egidio und Eugenio hervor.

## Veröffentlichungen (Auswahl)
- L’armistizio di Villa Giusti. Stabilimento poligrafico per l’Amministrazione della guerra, Rom 1923.
- L’opera di S.E. il generale Pollio e l’esercito. Stabilimento poligrafico per l’Amministrazione della guerra, Rom 1923.
- Il generale Falkenhayn. Le relazioni tra i capi di S.M. della Triplice. Libreria dello Stato, Rom 1924.
- L’importanza dell’azione militare italiana: Le cause militari di Caporetto. Stato Maggiore dell’Esercito - Ufficio storico, Rom 2004, ISBN 88-87940-42-8.